# Samantha Akkineni
Samantha Akkineni ( nacida el 28 de abril de 1987) es una actriz y modelo india . Ha establecido una carrera en industrias de película, y ha ganado varios premios que incluyen cuatro Filmfare Premios. Ha emergido como actriz principal en la industria cinematográfica del sur de la India.